# Quincey (Haute-Saône)
Quincey település Franciaországban, Haute-Saône megyében. Lakosainak száma 1359 fő (2022. január 1.). Quincey Frotey-lès-Vesoul, Colombe-lès-Vesoul, La Demie, Navenne, Neurey-lès-la-Demie, Vesoul és Villers-le-Sec községekkel határos.

## Népesség
A település népességének változása:
| Lakosok száma | 1392 | 1396 | 1436 | 1399 | 1401 | 1396 | 1401 | 1380 | 1359 |
|               | 2013 | 2015 | 2016 | 2017 | 2018 | 2019 | 2020 | 2021 | 2022 |